# КРОК (фестиваль)
КРОК (фестиваль) — заснований у Києві 1989 року. 1991 року стає міжнародним і починає проходити на теплоході кожного другого року(1991/1993/1995/1997/1999).2000 року вперше проходить в Росії. До 2014 проводився Україною та Росією на паритетних підставах, з 2015 — «Крок» проводить Росія. «КРОК у рідній гавані» — Україна.
Вже після 2014 ряд українських радянських аніматорів продовжує брати участь у фестивалі. Зокрема продовжив свою участь у фестивалі Давид Черкаський, який станом на 2018 рік разом з російським аніматором Юрієм Норштейнем був членом президентської ради фестивалю.

## Місця проведення
- 2003 — фестивальний теплохід плив Дніпром і Чорним морем.
- 2004 — відкрився 19 серпня у Нижньому Новгороді, урочисте закриття відбулося 28 серпня в Москві. Фестивальний теплохід подорожував Волгою. Україна показала 4 мультфільми («Хто» Олександра Жукова, «Казки вулиці Крохмальної» Михайла Кригеля, «1/2» Тетяни Лисенко і «Сніг» Сергія Мельниченка), Росія — 15 фільмів, а найбільшу кількість — Франція — 35 стрічок.
- 2018 — Москва.

## Володарі Гран-прі
- 1989 —
- 1999 — Старий і море — Олександр Петров (Канада-Японія-Росія)
- 2000 — Понпон (Ponpon) — Фаб'єн Друе (Франція)
- 2001 — Привіт з Кисловодська — Дмитро Геллер (Росія)
- 2002 — Йшов трамвай дев'ятий номер — Степан Коваль (Україна)
- 2003 — Про раків — Валентин Ольшванг (Росія)
- 2004 — Маленька нічна симфонія — Дмитро Геллер (Росія)
- 2005 — Молоко (Milch) — Ігор Ковальов (США)
- 2006 — Овертайм (Overtime) — Урі Атлан, Тібо Берлан, Дем'єн Феріє (Франція)
- 2007 — Сестри Пірс (The Pearce Sisters) — Луїс Кук (Велика Британія)
- 2008 — Мандрівник (The Traveller) — Йоан Польфор (Бельгія)
- 2009 — Лілі (Lili) — Ріхо Унт (Естонія)
- 2010 — Мадагаскар: нотатки з подорожі (Madagascar, carnet de voyage) — Бастьєн Дюбуа (Франція)
- 2011 — Водолази під дощем (Tuukrid vihmas) — Ольга Пярн, Прійт Пярн (Естонія)
- 2012 — Рисова або вірменська (De riz ou d'Arménie) — Елєн Маршаль, Сам Баррас, Ромен Блондель, Селін Сей (Франція)